# Нгуние (река)
За едноименната провинция вижте Нгуние.
Нгуниѐ (на френски: Ngounié) е река в Габон. Тя е последният ляв приток на река Огоуе и вторият по големина приток на Огоуе след Ивиндо. Дължина около 300 km. Около нея са разположени градовете Фугаму, Синдара и Муила.
| Портал | Портал „Африка“ съдържа още много статии, свързани с Африка. Можете да се включите към Уикипроект „Африка“. |